# IJshockey op de Olympische Winterspelen 1952
IJshockey is een van de sporten die beoefend werden tijdens de Olympische Winterspelen 1952 in Oslo.
Dit ijshockeytoernooi was tevens het negentiende wereldkampioenschap ijshockey. Er namen negen teams deel.

## Heren

### Toernooi
| datum       | tijd  | land              | score  | land              |
| ----------- | ----- | ----------------- | ------ | ----------------- |
| 15 februari | 17:00 | Noorwegen         | 2 - 3  | Verenigde Staten  |
| 15 februari | 19:00 | Zweden            | 9 - 2  | Finland           |
| 15 februari | 19:00 | Tsjecho-Slowakije | 8 - 2  | Polen             |
| 15 februari | 21:00 | Canada            | 15 - 1 | Duitsland         |
| 16 februari | 17:00 | Zwitserland       | 12 - 0 | Finland           |
| 16 februari | 19:00 | Noorwegen         | 0 - 6  | Tsjecho-Slowakije |
| 16 februari | 19:00 | Verenigde Staten  | 8 - 2  | Duitsland         |
| 16 februari | 21:00 | Zweden            | 17 - 1 | Polen             |
| 17 februari | 17:00 | Noorwegen         | 2 - 4  | Zweden            |
| 17 februari | 19:00 | Zwitserland       | 6 - 3  | Polen             |
| 17 februari | 19:00 | Canada            | 13 - 3 | Finland           |
| 17 februari | 21:00 | Tsjecho-Slowakije | 6 - 1  | Duitsland         |
| 18 februari | 17:00 | Verenigde Staten  | 8 - 2  | Finland           |
| 18 februari | 19:00 | Canada            | 11 - 0 | Polen             |
| 18 februari | 19:00 | Noorwegen         | 2 - 7  | Zwitserland       |
| 18 februari | 21:00 | Zweden            | 7 - 3  | Duitsland         |
| 19 februari | 17:00 | Canada            | 4 - 1  | Tsjecho-Slowakije |
| 19 februari | 21:00 | Verenigde Staten  | 8 - 2  | Zwitserland       |
| 20 februari | 17:00 | Polen             | 4 - 4  | Duitsland         |
| 20 februari | 21:00 | Noorwegen         | 2 - 5  | Finland           |
| 21 februari | 17:00 | Verenigde Staten  | 2 - 4  | Zweden            |
| 21 februari | 19:00 | Canada            | 11 - 2 | Zwitserland       |
| 21 februari | 19:00 | Tsjecho-Slowakije | 11 - 2 | Finland           |
| 21 februari | 21:00 | Noorwegen         | 2 - 6  | Duitsland         |
| 22 februari | 14:00 | Finland           | 5 - 1  | Duitsland         |
| 22 februari | 17:00 | Tsjecho-Slowakije | 8 - 3  | Zwitserland       |
| 22 februari | 19:00 | Verenigde Staten  | 5 - 3  | Polen             |
| 22 februari | 21:00 | Canada            | 3 - 2  | Zweden            |
| 23 februari | 17:00 | Zweden            | 5 - 2  | Zwitserland       |
| 23 februari | 19:00 | Noorwegen         | 2 - 11 | Canada            |
| 23 februari | 19:00 | Polen             | 4 - 2  | Finland           |
| 23 februari | 21:00 | Verenigde Staten  | 6 - 3  | Tsjecho-Slowakije |
| 24 februari | 16:00 | Zwitserland       | 6 - 3  | Duitsland         |
| 24 februari | 17:00 | Tsjecho-Slowakije | 4 - 0  | Zweden            |
| 24 februari | 21:00 | Canada            | 3 - 3  | Verenigde Staten  |
| 25 februari | 11:00 | Noorwegen         | 3 - 4  | Polen             |

|   | land              | Gs | W | G | V | F  | A  | Ptn |
| - | ----------------- | -- | - | - | - | -- | -- | --- |
| 1 | Canada            | 8  | 7 | 1 | 0 | 71 | 14 | 15  |
| 2 | Verenigde Staten  | 8  | 6 | 1 | 1 | 43 | 21 | 13  |
| 3 | Zweden            | 8  | 6 | 0 | 2 | 48 | 19 | 12  |
| 4 | Tsjecho-Slowakije | 8  | 6 | 0 | 2 | 47 | 18 | 12  |
| 5 | Zwitserland       | 8  | 4 | 0 | 4 | 40 | 40 | 8   |
| 6 | Polen             | 8  | 2 | 1 | 5 | 21 | 56 | 5   |
| 7 | Finland           | 8  | 2 | 0 | 6 | 21 | 60 | 4   |
| 8 | Duitsland         | 8  | 1 | 1 | 6 | 21 | 53 | 3   |
| 9 | Noorwegen         | 8  | 0 | 0 | 8 | 15 | 46 | 0   |

### Beslissingswedstrijd om de bronzen medaille
| datum       | tijd  | land   | score | land              |
| ----------- | ----- | ------ | ----- | ----------------- |
| 25 februari | 17:00 | Zweden | 5 - 3 | Tsjecho-Slowakije |

### Eindrangschikking
| Goud | Zilver | Brons |
| Canada Ralph Hansch Eric Paterson George Abel John Davies Billie Dawe Bruce Dickson Don Gauf Billy Gibson Bob Meyers David Miller Tom Pollock Gordie Robertson Al Purvis Louis Secco Francis Sullivan Bob Watt                                                            | Verenigde Staten Richard Desmond Donald Whiston Ruben Bjorkman Leonard Ceglarski Joseph Czarnota Andre Gambucci Clifford Harrison Gerald Kilmartin John Mulhern John Noah Arnold Oss Robert Rompre James Sedin Allen Van Kenneth Yackel             | Zweden Thord Flodqvist Lars-Åke Svensson Göte Almqvist Hans Andersson-Tvilling Stig Andersson-Tvilling Åke Andersson Lars Björn Göte Blomqvist Erik Johansson Gösta Johansson Rune Johansson Sven Johansson-Tumba Holger Nurmela Hans Öberg Lars Pettersson Sven Thunman   |
| 4 | 5 | 6 |
| Tsjecho-Slowakije Jan Richter Jozef Záhorský Slavomír Bartoň Miloslav Blažek Václav Bubník Vlastimil Bubník Miloslav Charouzd Bronislav Danda Karel Gut Vlastmil Hajšman Jan Lidral Miroslav Nový Miloslav Ošmera Zdeňek Pýcha Miroslav Rejman Oldřich Sedlák Jiří Sekyra | Zwitserland Hans Bänninger Paul Wyss Emil Handschin Emile Golaz Paul Hofer Walter Dürst Hans-Martin Trepp Gebhard Poltera Ulrich Poltera Gian Bazzi Willy Pfister Alfred Streun Bixio Celio Otto Schläper Otto Schubiger François Blank Reto Delnon | Polen Stanisław Szlendak Jan Hampel Michał Antuszewicz Henryk Bromowicz Kozimierz Chodakowski Stefan Csorich Rudolf Czech Alfred Gansiniec Marian Jeżak Eugeniusz Lewacki Roman Penczek Hilary Skarżyński Tadeusz Świcarz Zdzisław Trojanowski Alfred Wróbel Antoni Wróbel |
| 7 | 8 | 9 |
| Finland Unto Viitala Pekka Myllylä Yrjö Hakala Aarne Honkavaara Erkki Hytönen Pentti Isotalo Matti Karumaa Ossi Kauppi Keijo Kuusela Kauko Mäkinen Christian Rapp Esko Rehoma Matti Rintakoski Eero Saari Eero Salisma Lauri Silván Jukka Vuolio                          | Duitsland Alfred Hoffmann Heinz Wackers Karl Bierschel Markus Egen Karl Enzler Georg Guggemos Engelbert Holderied Lugwig Kuhn Dieter Niess Hans Petscher Fritz Poitsch herbert Schibukat Xaver Unsinn Karl Wild                                     | Noorwegen Jan Erik Adolfsen Arne Bergh Egil Bjerklund Per Dahl Bjørn Gulbrandsen Bjørn Oscar Gulbrandsen Finn Gundersen Arthur Kristiansen Gunnar Kroge Johnny Larntvet Roar Pedersen Annar Petersen Ragnar Rygel Leif Solheim Øivind Solheim Roy Strandem Per Voigt       |

Antwerpen 1920 · 
Chamonix 1924 · 
St. Moritz 1928 · 
Lake Placid 1932 · 
Garmisch-Partenkirchen 1936 · 
St. Moritz 1948 · 
Oslo 1952 · 
Cortina d'Ampezzo 1956 · 
Squaw Valley 1960 · 
Innsbruck 1964 · 
Grenoble 1968 · 
Sapporo 1972 · 
Innsbruck 1976 · 
Lake Placid 1980 · 
Sarajevo 1984 · 
Calgary 1988 · 
Albertville 1992 · 
Lillehammer 1994 · 
Nagano 1998 · 
Salt Lake City 2002 · 
Turijn 2006 · 
Vancouver 2010 · 
Sotsji 2014 · 
Pyeongchang 2018 · 
Peking 2022

Lijst van olympische medaillewinnaars
Alpineskiën · Bandy (demonstratie) · Bobsleeën · Kunstrijden · Langlaufen · Noordse combinatie · Schaatsen · Schansspringen · IJshockey